# 阿瓜龙
阿瓜龙，是西班牙阿拉贡自治区萨拉戈萨省的一个市镇。 总面积37平方公里，总人口751人（2001年），人口密度20人/平方公里。